# Повторюваний сон
Сон, що повторюється — це сон, який переживається неодноразово протягом тривалого періоду. Такі сни можуть бути приємними або кошмарними та унікальними для людини та її переживань.

## Поширені теми в повторюваних снах
За допомогою психологічного аналізу та досліджень було виявлено деякі поширені теми у повторюваних снах. Сюди входять мрії про переслідування, про те, що за людиною хтось женеться, що, до речі, неодноразово демонструвалося як найбільш часто повторювана тема. Було виявлено, що такі теми, які наведені нижче, трапляються у більш ніж половині повторюваних снів:
- Труднощі з обслуговуванням будинку (несправні двері, замки, ненадійні стіни, крихка підлога і т. ін.)
- Випадання зубів – Зигмунд Фрейд вважав, що якщо жінці сниться періодичний сон про випадання зубів, то вона несвідомо прагне мати дітей, а якщо чоловік бачить цей сон, то він боїться кастрації. Жодна з цих гіпотез не є підтвердженою.[2]
- Виявлення нових кімнат у будинку – Фрейд вважав, що будинки у снах символізують собою тіла. Інші вважали, що пошук нових кімнат означає, що сновидець дізнається нове про себе або про свій власний потенціал.[2]
- Втрата контролю над транспортним засобом
- Неможливість знайти туалет
- Мати здатність літати

Тематика снів, що повторюються, й справді, абсолютно різна. Також поширеними є нижче наведені приклади:
- Нездатність рухатися будь яким чином (порівняйте сонний параліч )
- Бути оголеним в громадському місці
- Невдачі в школі, провалили тест чи іспит, про які ви не знали
- Втрата здатності говорити
- Бігти від торнадо, або потрапити у нього (часто зустрічається у людей з місцевостей, це торнадо є реальною загрозою)
- Тонути або нездатність дихати від інших причин
- Пошук втрачених речей
- Неможливо ввімкнути світло в будинку
- Бути з другою половинкою
- Пропускати автобус, таксі, літак чи потяг і, можливо, спроба переслідувати їх
- Необхідність повернутися до старої школи через невиконане завдання або інші невирішені проблеми
- Бути переслідуваним твариною або вбивцею
- Пожежа
- Падіння з великої висоти
- Ядерна атака

## Психологічні розлади, пов’язані з повторюваними снами
- Посттравматичний стресовий розлад : люди, які страждають від посттравматичного стресового розладу, часто можуть страждати від повторюваних снів. Ці сни вважаються хронічними кошмарами, які є симптомом ПСР. Дослідження показало, що ступінь травми має прямий зв’язок із стражданнями, пов’язаним із сновидіннями.[3] (наприклад під час війни цивільним можуть снитися ті події, які на думку сновидця є найвірогіднішими)
- Тривога : дані свідчать про те, що повторювані сни виникають під час стресу, і як тільки проблема буде вирішена, вони перестануть повторюватися.[4]
- Обсесивно-компульсивний розлад
- Епілепсія [5]

## Можливі пояснення повторюваних снів
- Теорія симуляції загрози. Ця теорія була запропонована Антті Ревонсуо і стверджує, що біологічна функція сновидіння полягає в імітації загрозливих подій, а потім репетиції уникнення цих загроз. Однак ця теорія отримала неоднозначні відгуки. У дослідженні цієї теорії було виявлено, що 66% повторюваних снів містили принаймні одну загрозу. Здебільшого ці погрози містили небезпеку і були спрямовані на самого сновидця. На відміну від цього, було виявлено, що менше 15% повторюваних снів стосуються реалістичних ситуацій, які можуть виявитися критичними для виживання. Також стало зрозуміло, що сновидцю зазвичай не вдавалося втекти від загрози. Тож підтримка теорії Ревонсуо є неоднозначною.[6]
- Теорія сновидінь гештальтиста – ця теорія розглядає повторювані сни як відображення поточного стану психічного дисбалансу людини. Привівши цей дисбаланс до свідомості через повторюваний сон, людина може відновити самобаланс.[4]
- Фрейд вважав, що повторювані травматичні сни демонструють вираження невротичних повторюваних компульсій.[4]
- Юнг вважав, що повторювані сни відіграють важливу роль в інтеграції психіки.[4]
- Культуралістична теорія сновидінь, оприлюднена Боніме в 1962 році, стверджує, що повторювані сни означають, що вони, безсумнівно, здійсняться без відсутності позитивних змін або розвитку в особистості людини.[4]
- Теорія усвідомлених сновидінь стверджує, що деякі люди бачать сни в періодичній формі, і це нормальне явище.[7]

## Методи лікування повторюваних снів
- Популярною пропозицією лікування є практикування технік розслаблення та образних вправ перед сном.  Уявляючи сон і навмисне завдання, яке має бути виконане під час сну, людина буде пам’ятати що про це завдання, коли насправді буде бачити сон. Потім, коли людина буде бачити сон, те, що вона повторювала перед сном спрацює як нагадування про те, що вона спить і людині може вдатися взяти сон під контроль. Як тільки це буде досягнуто, людина може порадитися зі своїм терапевтом, щоб знайти найкращий спосіб змінити свій повторюваний сон, щоб зробити його менш травмуючим. Існує кілька різних пропозицій щодо цього.[4]
- Протистояти та перемагати страшну сцену. - пропонує Гарфілд у 1974 році [4]
- Змініть невеликий аспект сну. - пропонує Холлідей у 1982 році [4]
- Нехай его мрії бере участь у примирливому діалозі разом з ворожими фігурами мрії - пропонує Толі в 1988 році [4]

## Дивись також
- Словник снів
- Тлумачення сну